# أرودين (قرية)
أرودين قرية تقع جنوب جزيرة صاي والمسافة بينها وبين جزيرة نلوتى في جنوبها 400م فقط. ويحدها من الجنوب والجنوب الشرقي والجنوب الغربي نهر النيل ومن الشمال جبل صاي، ومن الشمال الشرقي قرية عدو، ومن الشمال الغربي قرية موركة. أقصى امتداد لها من الشمال إلى الجنوب 2.5كلم، ومن الشرق إلى الغرب 2كلم.

## النشاط السكاني
- الزراعة

وتزرع فيها النخيل والمحاصيل الزراعية المختلفة والخضر والحمضيات.
- الرعي

وممارسته قليلة في القرية والجزيرة عامة.
- التجارة

ويتاجر سكان الجزيرة في سوق مدينة عبري.

## المواصلات
يربطها بقرى الجزيرة الأخرى طرق غير معبدة وبالضفتين معدية جزيرة صاي الذي بين مدينة عبري وجزيرة صاي.